# Jan-Frans Mulder
Johannes Frans (Jan-Frans) Mulder (Dordrecht, 18 maart 1955) is een Nederlandse bestuurder en CDA-politicus.

## Biografie
Hij heeft in het onderwijs gezeten, heeft onder andere een horeca-opleiding gevolgd maar is steeds actiever geworden in de lokale politiek. Zo is Mulder gemeenteraadslid geweest en was hij wethouder in de gemeente Papendrecht voor hij in september 2000 benoemd werd tot burgemeester van de Zeeuws-Vlaamse gemeente Axel. Bij de gemeentelijke herindeling van 1 januari 2003 ging Axel op in de gemeente Terneuzen.
Mulder werd met ingang van 1 juni 2003 benoemd tot de burgemeester van de nieuwe gemeente Hulst die ontstond bij diezelfde gemeentelijke herindeling door de samenvoeging van de gemeenten Hulst en Hontenisse. Hij volgde daarbij Antoine Kessen op die voor de herindeling burgemeester van Hulst was en daarna bijna een half jaar de waarnemend burgemeester was geweest.
Op 6 maart 2012 ontstond commotie nadat Jan-Frans Mulder een tweet verstuurde waarin hij commentaar gaf op een recente golf aan overvallen op Chinese restaurants. Doordat hij in de tweet zinspeelde op een vermeend spraakgebrek bij Chinezen werd deze in het algemeen opgevat als beledigend. De commissaris van de Koningin in Zeeland Karla Peijs gaf aan "niet blij te zijn" met dit bericht. Mulder stelt zijn tweet niet racistisch te hebben bedoeld. Hij biedt echter geen excuses aan en heeft zijn tweet niet verwijderd.
Per 1 oktober 2022 is Mulder gestopt als burgemeester van Hulst. Op 27 september van dat jaar werd hij bij een bijzondere raadsvergadering benoemd tot ereburger van Hulst en op 28 september van dat jaar nam hij afscheid van de inwoners en relaties van Hulst tijdens een openbare bijeenkomst in cultureel centrum Den Dullaert. Op 1 oktober van dat jaar werd Ilona Jense-van Haarst burgemeester van Hulst.
- Library of Congress Control Number: no2016117223
- Virtual International Authority File: 316391831
- WorldCat: E39PBJthb4FRcy6kDvxQM7HHmd